# Demografia da França

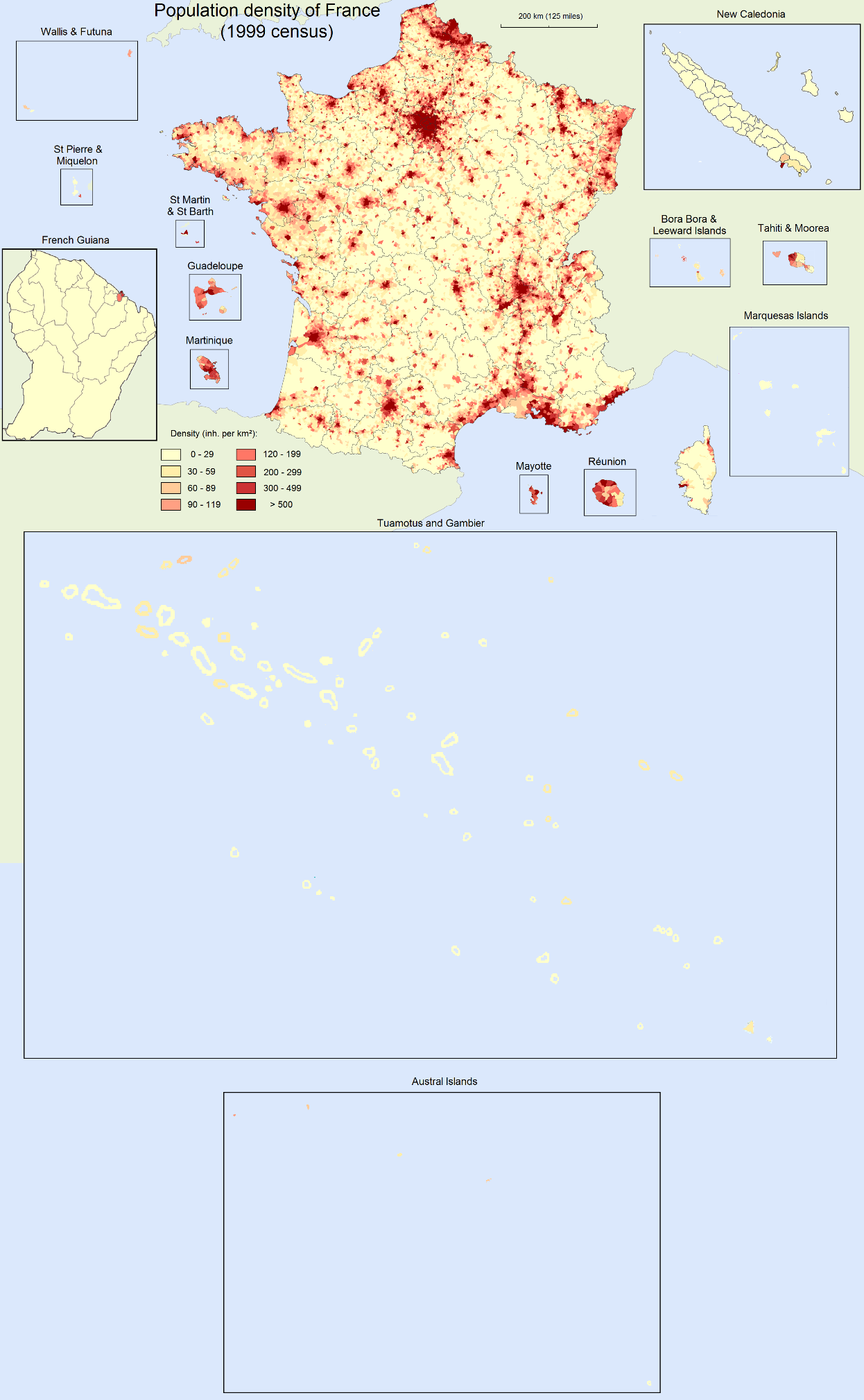
A densidade populacional da República Francesa de acordo com censo de 1999.

A população da França é estimada em 67,19 milhões (janeiro de 2018), sendo que aproximadamente 17% vivem ao redor de Paris (Île-de-France).  A média da taxa de crescimento da população é: 0,55%. O PIB em poder de compra equivalente (PPP) foi de 39 673 mil dólares per capita em 2017. A população economicamente ativa é de 35,6 milhões. A taxa de desemprego está em 8,9%. Cerca de 20% da população passou dos 65 anos.[carece de fontes?]
Em março de 2017, a sua população oficialmente chegou a 67 milhões. Entre 2010 e 2017 a população cresceu cerca de 2,4 milhões, fazendo da França um dos países que mais crescia na Europa, demograficamente falando. Em média, a população francesa está crescendo uma média de 1 milhão de pessoas a cada 3 anos - uma média anual de 340 000 pessoas, ou +0,6%. Junto com a Irlanda, a França possui a maior taxa de fecundidade da União Europeia.
A França foi sempre o país mais populoso da Europa durante boa parte da história. Durante a Idade Média, pelo menos um-quarto da população europeia era francesa; em torno do século XVII, este número caiu para um-quinto. Já no século XX, outros países europeus, como Alemanha e Rússia, já eram mais populosos. A população francesa cresceu exponencialmente após a Segunda Guerra Mundial. Nas últimas décadas, a imigração (especialmente das antigas colônias francesas) foi um dos principais fatores do crescimento populacional do país. Desde 2004, por exemplo, 200 000 imigrantes tem entrado na França, de forma legal, por ano. Destes, um em dois nasceram em outras nações na Europa, e um em três na África. Entre 2009 e 2012, a média de europeus imigrando para a França aumentou bastante (12% ao ano).
A maioria dos franceses (brancos) são de origem celta (gauleses), com uma mistura de povos latinos (romanos) e germânicos (francos).
Entre 2006 e 2008, cerca de 40% dos recém nascidos na França tinham pelo menos um dos seus avós nascidos no estrangeiro (11% de origem europeia, 16% do Magrebe e 12% de outras partes do mundo). Censos que perguntam sobre origens étnicas e raciais foram banidos pelo governo francês em 1978, já que o termo "raça", na França, invoca associações com a Alemanha Nazista.

## Religião
Religião na França (2017) pelo Instituto Ipsos
A República Francesa oficialmente é um estado laico. Em sua população estão representadas as principais denominações religiosas: católica 51%, ateus 31%, muçulmana 6%, protestante 2%, judia 1,5%, budista 1%, ortodoxa 0,5%, outras 7%.
Uma ampla variedade de religiões é praticada na França, pois a liberdade de culto é um direito assegurado na Constituição. De acordo com uma pesquisa de 2007, 51% se disseram católicos romanos, incluindo aqueles que não observam os ritos desta religião e que dentre estes 51%, apenas 10% praticam regularmente este credo.
Estima-se que existam até 3,5 milhões de muçulmanos, correspondendo a cerca de 6% da população francesa, e que segundo uma pesquisa realizada, 39% deles praticam as 5 orações diárias e que cerca de 70% dos muçulmanos da França já cumpriram o preceito do Ramadão. Esta é a religião que mais cresce neste país.
Cerca de 31% dos franceses professam ser agnósticos ou ateus, 3% protestantes e 1% judeus.

## Idioma

O mapa da francofonia pelo mundo

O idioma oficial na França é o francês, proveniente do frâncico, variante linguística falada na Île-de-France que nos princípios da Idade Média e, ao longo dos séculos, se impôs ao resto das línguas e variantes linguísticas que se falam em quaisquer partes da França.
Apesar disto, esta imposição do francês tem sido fruto de decisões políticas tomadas ao longo da história, com o objetivo de criar um Estado uniformizado linguisticamente. Feito isto, o artigo 2 da constituição francesa de 1958 disse textualmente que «La langue de la République est le français».
Este artigo tem servido para não permitir o uso oficial nos âmbitos de uso culto das línguas que se falam na França: o catalão, o bretão, o corso, o occitano, o provençal, o franco-provençal, o basco e o alsaciano. Somente se tem permitido ensinar alguma destas línguas como segunda língua estrangeira optativa na escola pública. A imigração proveniente de fora do país, assim como de regiões exclusivamente francófonas, faz com que a fração de falantes destas línguas seja cada vez mais baixo.
A França é um dos estados que não assinaram a Carta Europeia das Línguas Minoritárias. Apesar de tudo, hoje em dia, algumas instituições privadas têm procurado formalizar o uso destas línguas criando meios de comunicação, escolas primárias e secundárias para ensinar estas línguas ou convocar atos reivindicativos a favor de uma política linguística alternativa.